# 清真铁家寺
清真铁家寺是中国甘肃省临夏回族自治州临夏市八坊十三巷的一座大型清真寺，位于临夏市八坊街道新西路24号，铁家寺也属八坊当前十二寺之一。该寺邻近清真老华寺，南距清真前河沿寺不足100米，均为大型清真寺。

## 历史
在八坊十三巷的清真寺中，清真铁家寺属于现代新建寺院。